# Nikolai Nikolajewitsch Ge

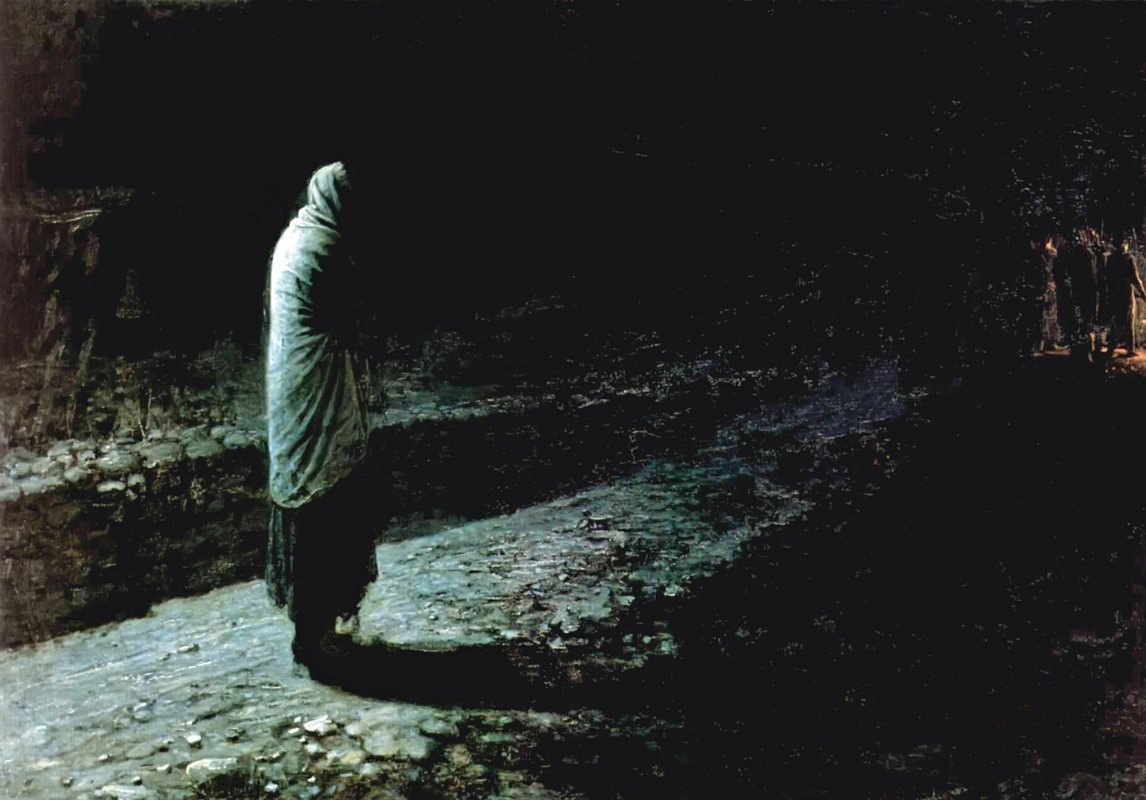
Das Gewissen, Judas (1891)

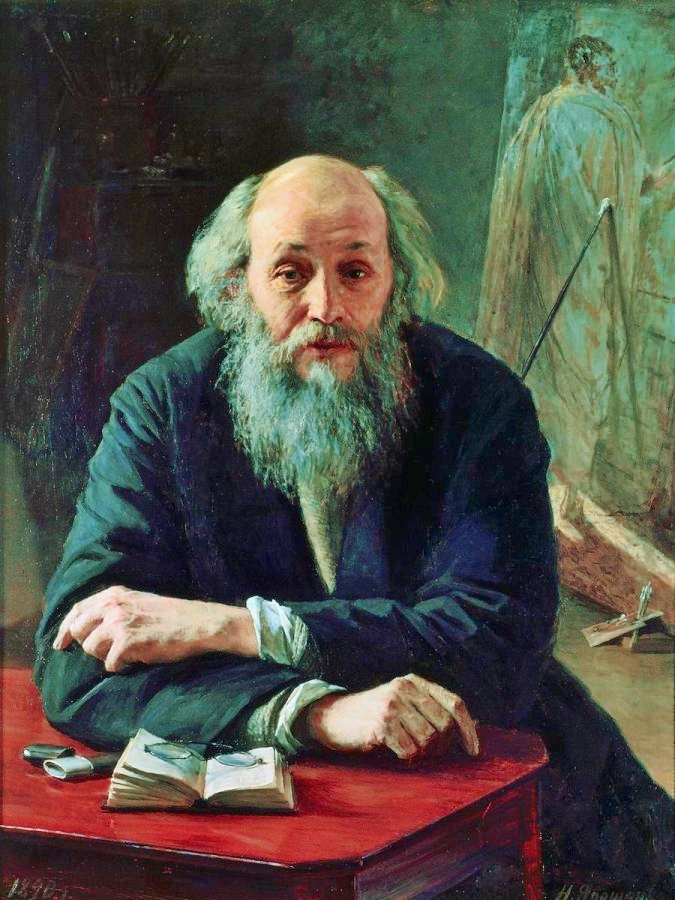
Porträt Nikolai Nikolajewitsch Ges durch Nikolai Alexandrowitsch Jaroschenko

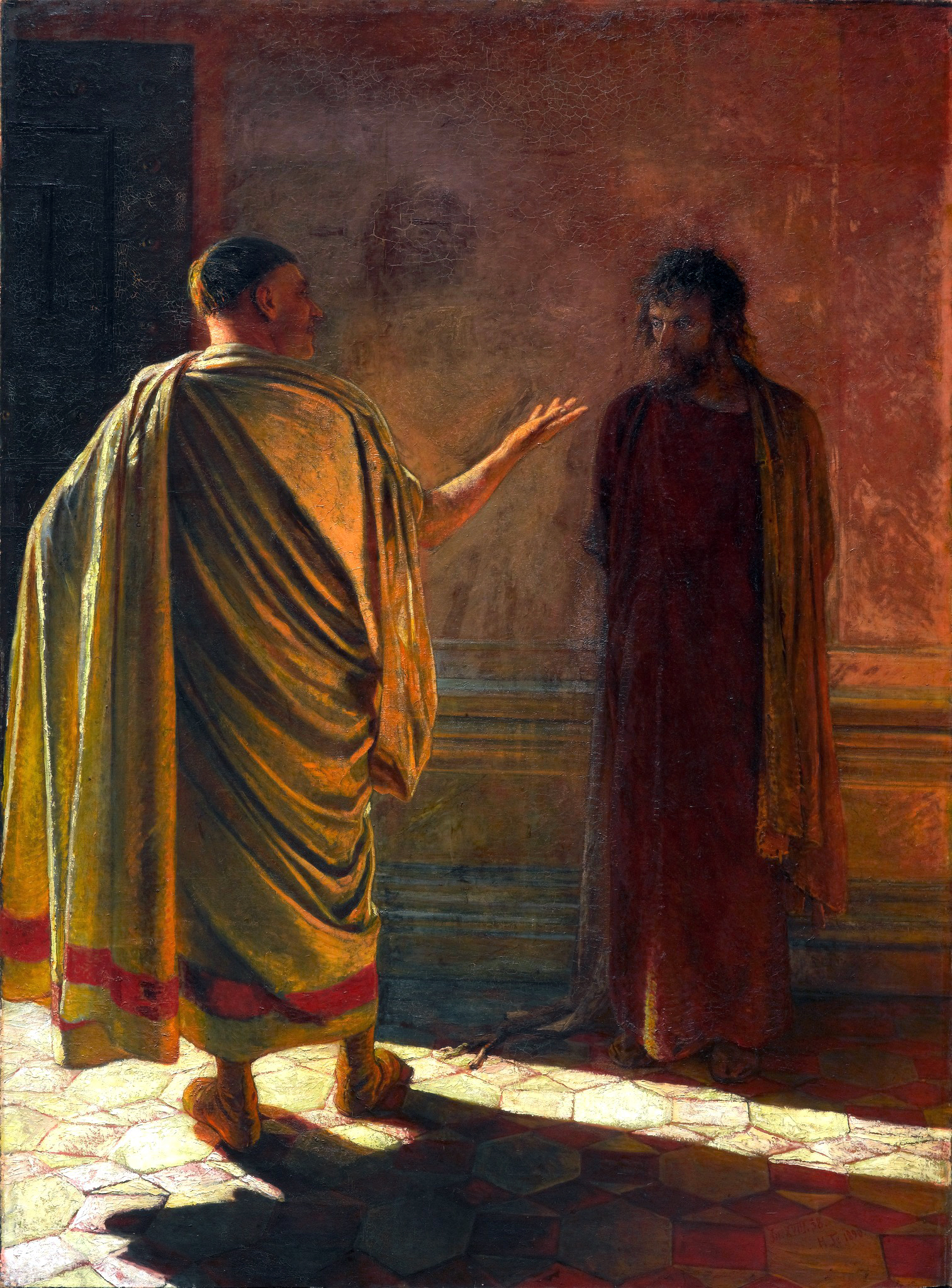
Pontius Pilatus zu Jesus: Was ist Wahrheit? – Quid est veritas?(1890)

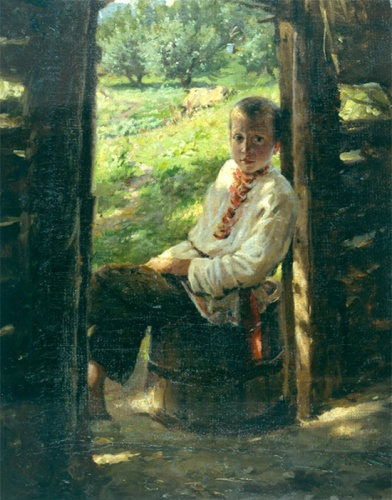
Porträt des ukrainischen Jungen, 1850

Nikolai Nikolajewitsch Ge (ukrainisch Микола Миколайович Ге, Mykola Ge, russisch Николай Николаевич Ге, wiss. Transliteration Nikolaj Nikolaevič Ge; * 15. Februarjul. / 27. Februar 1831greg. in Woronesch; † 1. Junijul. / 13. Juni 1894greg. in Iwanowskij Chutor, Gouvernement Tschernigow (heute Schewtschenka, Rajon Nischyn, Ukraine)) war ein russischer Maler ukrainisch-französischer Herkunft. Er wurde vor allem bekannt als Maler historischer Gemälde sowie als Porträtmaler. Seine Werke sind dem Realismus zuzuordnen.

## Leben
Nikolai Nikolajewitsch Ge war ein russischer Adliger, sein Großvater war französischer Herkunft (ursprüngl. Name de Gay). Seine Mutter war Ukrainerin und starb im Jahr seiner Geburt an Cholera. 1847 nahm Nikolai Ge ein Studium an der Universität Kiew auf, bevor er ein Jahr später an die Universität Sankt Petersburg wechselte.
In der Zeit von 1850 bis 1857 studierte er an der Petersburger Kunstakademie. Mit einem Stipendium der Akademie ging er 1857 nach Italien, wo er die nächsten zwölf Jahre mit dem Ziel verbrachte, Werke der Antike und Renaissance an Ort und Stelle zu studieren. Zwischenzeitlich erhielt er im Jahr 1863 eine Berufung zum Professor dieser Akademie.
In dieser Zeit wurde er auch Gründungsmitglied und Teilnehmer an den Ausstellungen der Peredwischniki.
Er war außerdem ein enger Freund des russischen Schriftstellers Lew Tolstoi, von dessen religiösen und philosophischen Ansichten er sich angezogen fühlte. Seit 1876 lebte Ge auf seinem Anwesen in der Ukraine, um Tolstois Ruf nach einem einfachen und bäuerlichen Leben zu folgen.
Während dieser Zeit malte Ge, entgegen seiner vorherigen Praxis, sich mit historischen Gemälden und Porträts zu befassen, vorrangig Bilder mit Themen der Evangelien. Trotz hitziger Diskussionen bei der Vorstellung dieser seiner neuen Bilder, gewann er auch durch diese Werke Anerkennung.
Seine Werke sind durch ihre psychologische Tiefe geprägt; seine frühen Werke zeigten die Einflüsse des Malers Karl Pawlowitsch Brjullow. Auf seinen Porträts ist u. a. Mykola Kostomarow (1870) abgebildet; ein Selbstporträt stammt aus den Jahren 1892/1893.

## Werke (Auswahl)
- Jesus vor Pontius Pilatus (Tretjakow-Galerie)
- Abendmahl
- Peter I. verhört seinen Sohn Alexei
- Was ist Wahrheit? (Jesus und Pilatus)